# محمدصالح برغانی قزوینی
محمدصالح برغانی قزوینی (زاده ۱۱۷۴ قمری در برغان درگذشته ۱۲۷۱ کربلا) از روحانیان سرشناس امامیه در قرن سیزدهم بود. او فرزند ملامحمد ملائکه، برادر محمدتقی برغانی معروف به شهید ثالث، همسر آمنه خانم قزوینی و پدر طاهره قره‌العین و از اجداد علی‌اکبر صالحی بود. او مؤسس مسجد و مدرسه صالحیه قزوین دانسته می‌شود.

## تحصیلات
دوران تحصیل را در قزوین، اصفهان و عراق سپری کرد و در حدود سال ۱۲۲۰ قمری به تهران رفت. در کاخ گلستان همراه با برادرش جلسه‌ای با محمدشاه قاجار داشت که به درگیری لفظی و تبعید او از ایران انجامید. ناچار به عراق و سپس مکه و مدینه رفت و چند سال در آن‌جا سپری کرد. سرانجام با وساطت جعفر کاشف‌الغطا به ایران بازگشت و ساکن قزوین شد و مدرسه صالحیه را بنا کرد. جمال‌الدین اسدآبادی و میرزا کوچک جنگلی ، اشرف الدین حسینی قزوینی مدير نشريه نسیم شمال، و دخترش طاهره قره العین از رهبران بابیه از شاگردان معروف این مدرسه بوده‌اند.

## آثار
او بیش از سیصد کتاب و رساله و حاشیه در علوم مختلف قرآنی نوشته است. پسران او پیرو پدر شدند و دختران او به شیخیه و بعدها علی‌محمد باب پیوستند. 

## وفات
وی در سال 1271ق درگذشت.